# Л. Н. ван Бесеком
Л. Н. ван Бесеком (нід. L. N. van Beusekom) — індонезійський футболіст, воротар.

## Життєпис
З середини 1930-их років грав за футбольний клуб Віос з Батавії, а також захищав ворота збірної Батавії. У 1936 році ван Бесеком перейшов в інший батавський клуб — «Херкулес». Він двічі вигравав з командою чемпіонат Батавії.
У травні 1938 року головний тренер збірної Голландської Ост-Індії Йоганнес Христоффел Ян ван Мастенбрук викликав ван Бесеком на чемпіонат світу, який проходив у Франції і став першим мундіалем для Голландської Ост-Індії та Індонезії в історії. На турнірі команда зіграла одну гру в рамках 1/8 фіналу, в якому вона поступилася майбутньому фіналісту турніру Угорщині (6:0). Ван Бесеком залишився на лавці запасних у цьому матчі, поступившись місцем у воротах Тан Мо Хенгу.